# Císařská armáda (habsburská)
Císařská armáda (německy Kaiserliche Armee) nebo císařské vojsko (Kaiserliche Truppen), latinsky Exercitus Imperatoris Romani, někdy prostě jen císařští (Kaiserliche), byla armáda habsburské monarchie v letech 1593–1918.
Nelze ji zaměňovat s říšskou armádou (německy Reichsarmee), jež mohla být nasazena pouze na základě usnesení říšského sněmu, zatímco císařská armáda podléhala přímo císaři.

## Periodizace
Je arbitrární, jak datovat její počátky. Může jím být rok 1276, kdy byl uzavřen vídeňský mír, jímž Přemysl Otakar II. uznal, že Rudolf I. Habsburský je právoplatný římský král. Může jím být rok 1453, kdy bylo Rakouské vévodství povýšeno na arcivévodství. Může být datována k roku 1526, kdy vznikla Habsburská monarchie. Ale nejčastěji uváděným datem je rok 1593, kdy začala dlouhá turecká válka.
Císařská armáda formálně zanikla v roce 1806 se zánikem Svaté říše římské. Ale vzhledem k tomu, že Rakouské císařství s ní mělo personální i institucionální kontinuitu, trvala tato armáda v téže podobě i poté. Na tom nic nezměnil ani rok 1867 a vznik Rakousko-Uherska. Císařská armáda tak v podobě rakousko-uherské armády fakticky zanikla až v roce 1918.

## 18. století
V průběhu 18. století byli císařští stále častěji označován za "Rakušany", ačkoli vojáci této armády byli rekrutováni z celého území říše. V roce 1745 byl zaveden název císařsko-královská armáda, přičemž část "císařsko" odkazovala na Svatou říši římskou a část "královská" na Uherské království. Na začátku léta 1758 měla armáda Habsburské monarchie sílu 113 700 vojáků.

### Pěší pluk v roce 1749

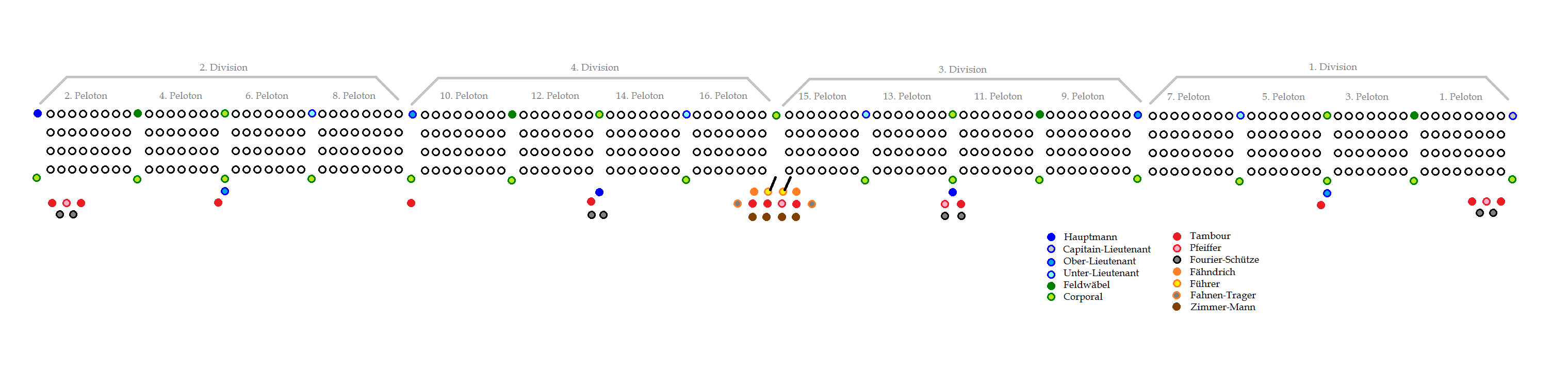
Bitevní rozestavení rakouského pěšího praporu v roce 1749.

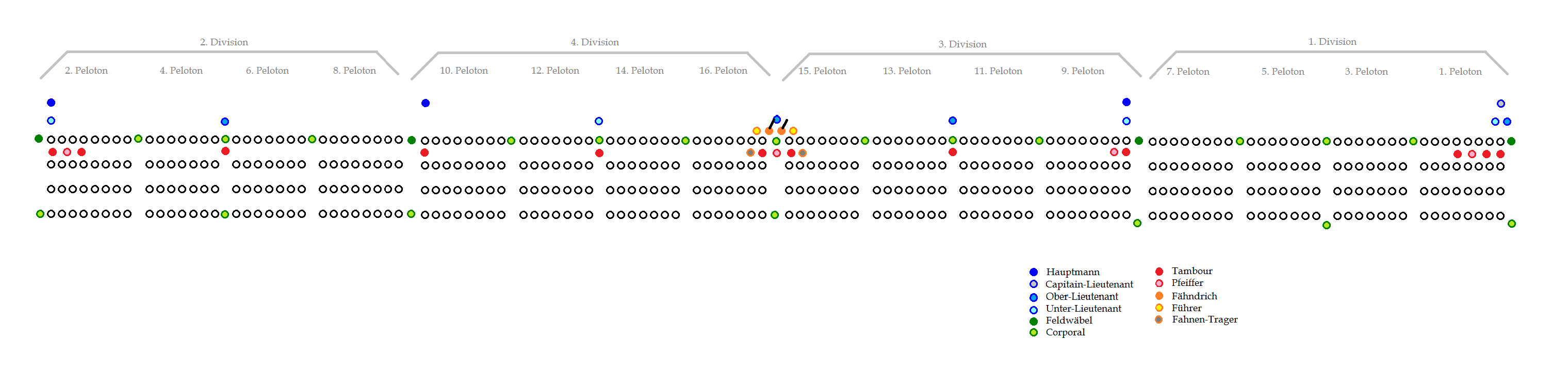
Přehlídkové rozestavení rakouského pěšího praporu v roce 1749.

Pěší pluk (Regiment zu Fuß) v roce 1749 se skládal ze čtyř praporů po 4 setninách. Na pravém křídle stál tělesný prapor (Leib-Battaillon), na levém křídle plukovníkův prapor (Obristen Battaillon), vpravo od středu podplukovníkův prapor (Obrist-Lieutenants Battaillon), vlevo od středu majorův prapor (Obrist-Wachtmeisters Battaillon). Na každém křídle pluku stojí granátnická setnina. Fysilíři stojí ve čtyřech řadách, granátníci ve třech. Fysilírská setnina (Fusilier-Compagnie) tvoří jeden division praporu, dělí se na dva půldivisiony a na čtyři čety (Zug) či pelotony. Celkem má setnina 136 mužů, avšak čtyři tzv. štábní setniny mají jen 135 mužů. Granátnická setnina (Grenadier-Compagnie) má 100 mužů. Štáb pluku má 36 mužů, tedy celkem má pluk 2408 mužů.

#### Štáb pluku
- Plukovník a majitel pluku (Obrister und Regiments-Innhaber)
- Plukovník a velitel (Obrister und Commendant)
- Podplukovník (Obrist-Lieutenant)
- Major (Obrist-Wachtmeister)
- 8 praporčíků (Fähndrich)
- Plukovní ubytovatel (Regiments-Quartiermeister)
- Auditor a sekretář (Auditor und Secretarius)
- Kaplan (Caplan)
- Zástupce majora (Wachtmeister-Lieutenant)
- Plukovní felčar (Regiments-Feldscherer)
- 10 felčarů (Unter-Feldscherer)
- 8 praporečníků (Führer)
- Profous (Profos)

#### Fysilírská setnina
- Setník (Hauptmann) nebo u štábní setniny kapitánporučík (Capitain-Lieutenant)
- Nadporučík (Ober-Lieutenant)
- Podporučík (Unter-Lieutenant)
- Šikovatel (Feldwäbel)
- Furýr (Fourier)
- 5 desátníků (Corporal)
- 2 furýrní střelci (Fourier-Schütze)
- 3 tamboři (Tambour)
- Pištec (Pfeiffer)
- 10 svobodníků (Gefreyte)
- 1 (za války 2) pionýři (Zimmermann)
- 109 (u štábní setniny 108) prostých (Gemeine)

#### Granátnická setnina
- Setník (Hauptmann)
- Nadporučík (Ober-Lieutenant)
- Podporučík (Unter-Lieutenant)
- Šikovatel (Feldwäbel)
- Furýr (Fourier)
- 4 desátníci (Corporal)
- 2 furýrní střelci (Fourier-Schütze)
- 2 tamboři (Tambour)
- Pištec (Pfeiffer)
- 1 (za války 2) pionýři (Zimmermann)
- 84 prostých (Gemeine)

### Napoleonské války
V době napoleonských válek se rakouská pěchota skládala z 61-64 pluků řadové pěchoty, 17-18 pluků pohraniční pěchoty, 2-3 posádkových pluků a 150 zeměbraneckých pěších praporů. Jezdectvo se skládalo z 8 kyrysnických, 6 dragounských, 3 hulánských, 6 švalisérských a 11 husarských pluků.

#### Organizace pěchoty v roce 1792
| číslo a jméno pluku             | země                                            | doplňovací okres                            | posádka                    |
| ------------------------------- | ----------------------------------------------- | ------------------------------------------- | -------------------------- |
| 1. Kaiser                       | Markrabství moravské                            | Olomouc                                     | Prostějov                  |
| 2. Arcivévoda Ferdinand         | Království uherské                              | Wieselburg                                  | Prešpurk (dnes Bratislava) |
| 3. Arcivévoda Karel             | Arcivévodství Rakousy pod Enží (Dolní Rakousko) | Dolní Rakousko, Horní Manhartsberg, Přemyšl | Vídeň                      |
| 4. Deutschmeister               | Arcivévodství Rakousy pod Enží (Dolní Rakousko) | část Dolního Vídeňského lesa, Zoloczow      | Vídeň                      |
| 5. První posádkový pluk         | Lombardie                                       |                                             | Milán                      |
| 6. Druhý posádkový pluk         | Lombardie                                       |                                             | Mantova                    |
| 7. Carl Schröder                | Markrabství moravské                            | Přerov                                      | Lipník nad Bečvou          |
| 8. Huff                         | Markrabství moravské, Království české (Čechy)  | Jihlava, Břežany                            | Jihlava                    |
| 9. Clerfayt                     | Nizozemsko                                      | Nizozemsko                                  | Tournay                    |
| 10. Kheul                       | Království české (Čechy)                        | České Budějovice                            | České Budějovice           |
| 11. Michael Jan Wallis          | Království české (Čechy)                        | Kouřim, Sandec                              | Kolín                      |
| 12. Khevenhüller                | Markrabství moravské                            | Olomouc, Zamosk                             | Nové Město na Moravě       |
| 13. Reisky                      | Okněžněné hrabství Gorice a Gradiška            | Görz, Dukla                                 | Görz                       |
| 14. Klebek                      | Arcivévodství Rakousy nad Enží (Horní Rakousko) | Mlýnská čtvrť                               | Linec                      |
| 15. d`Alton                     | Království české (Čechy)                        | Chrudim, Myslenice                          | Chrudim                    |
| 16. Terzi                       | Vévodství štýrské                               | Celje, Lvov                                 | Štýrský Hradec             |
| 17. Hohenlohe                   | Království české (Čechy)                        | Litoměřice                                  | Litoměřice                 |
| 18. Stuart                      | Království české (Čechy)                        | Mladá Boleslav, Stryj                       | Mladá Boleslav             |
| 19. Alvinczy                    | Království uherské                              | Aba-Ujvár                                   | Košice                     |
| 20. Kounic                      | Markrabství moravské                            | Nový Jičín, Sambor                          | Nový Jičín                 |
| 21. Gemmingen                   | ?                                               | Bydžov                                      | Alt Breisach               |
| 22. Lacy                        | Markrabství moravské                            | Znojmo, Zoloczów                            | Znojmo                     |
| 23. Arcivévoda Ferdinand ?      | Dolní Rakousko                                  | Dolní Manhartsberg                          | Kremže                     |
| 24. Preiss                      | Království české (Čechy)                        | část Dolního Vídeňského lesa                | Vídeň                      |
| 25. Brechainville               | Království české (Čechy)                        | Prachatický kraj, Stanislaw                 | Český Krumlov              |
| 26. Wilhelm Schröder            | Okněžněné hrabství Tyrolsko                     | Korutany                                    | Innsbruck                  |
| 27. Strassoldo                  | Vévodství štýrské                               | Štýrský Hradec, Zaleszcyki                  | Štýrský Hradec             |
| 28. Wartensleben                | Království české (Čechy)                        | Čáslav                                      | Kutná Hora                 |
| 29. Georg Olivier Wallis        | Markrabství moravské                            | Brno                                        | Brno                       |
| 30. de Ligne                    | Nizozemsko                                      | Nizozemsko                                  | Oudenaarde                 |
| 31. Orosz                       | Království uherské                              | Sedmihradsko                                | Forgaš                     |
| 32. Gzulai                      | Království uherské                              | Budapešť                                    | Budapešť                   |
| 33. Sztaray                     | Království uherské                              | Ráb                                         | Budapešť                   |
| 34. Nicolaus I. Joseph Esteházy | Království uherské                              | Gran (Ostřihom)                             | Ráb                        |
| 35. Brentano                    | Království české (Čechy)                        | Plzeň, Tarnopol                             | Plzeň                      |
| 36. František Oldřich Kinský    | Království české (Čechy)                        | Slaný                                       | Most                       |
| 37. de Vins                     | Království uherské                              | Uhry                                        | Velký Varaždín             |
| 38. Württemberk                 | Nizozemsko                                      | Nizozemsko                                  | Gent                       |
| 39. Nádasdy                     | Království uherské                              | Unghvár (Užohorod)                          | Prešov                     |
| 40. Mittrowsky                  | Markrabství moravské                            | Uherské Hradiště                            | Kroměříž                   |
| 41. Bender                      | Rakouské Nizozemsko                             | Freiburg im Breisgau                        | Brusel                     |
| 42. Mathesen                    | Království české (Čechy)                        | Cheb                                        | Cheb                       |
| 43. Thurn                       | Vévodství kraňské                               | Lublaň                                      | Lublaň                     |
| 44. Belgiosovo                  | Lombardie                                       | Lombardie                                   | Cremona                    |
| 45. Lattermann                  | Vévodství štýrské                               | Judenburg, Tarnov                           | Leoben                     |
| 46. Neugebauer                  | Bádensko-Württembersko                          | Innsbruck                                   | Freiburg im Breisgau       |
| 47. František Kinský            | Království české (Čechy)                        | Rakovník                                    | Praha                      |
| 48. Capara                      | Lombardie                                       | Lombardie                                   | Milán                      |
| 49. Pellegrini                  | Arcivévodství Rakousy pod Enží (Dolní Rakousko) | část Vídeňského horního lesa                | Sv. Hyppolit               |
| 50. Stain                       | Arcivévodství Rakousy nad Enží (Horní Rakousko) | Innská čtvrť                                | Linec                      |
| 51. Splény                      | Království uherské                              | Uhry                                        | Kluž                       |
| 52. Arcivévoda Antonín Viktor   | Království uherské                              | Arad                                        | Segedín                    |
| 53. Jelačić                     | Království uherské                              | Osijek                                      | Osijek                     |
| 54. Callenberg                  | Království české (Čechy)                        | Beroun, Sanok                               | Praha                      |
| 55. Murray                      | Nizozemsko                                      | Nizozemsko                                  | Mons                       |
| 56. Václav Josef Colloredo      | Vévodství slezské                               | Těšín                                       | Olomouc                    |
| 57. Josef Colloredo             | Království české (Čechy)                        | Hradec Králové                              | Litomyšl                   |
| 58. Vierset                     | Nizozemsko                                      | Nizozemsko                                  | Namur                      |
| 59. Jordis                      | Arcivévodství Rakousy pod Enží (Dolní Rakousko) | část Vídeňského Horního lesa                | Enns                       |

## 19. století
Vznikem Rakouského císařství v roce 1804 byla císařská armáda označována jako císařská a císařsko-královská armáda (německy Kaiserliche und kaiserlich-königliche Armee), který byl důsledkem existence dvou císařských titulů zároveň: Svaté říše římské a Rakouska. Po roce 1806 se opět používal jen název císařsko-královská armáda (německy Kaiserlich-königliche Armee).
V době prusko-rakouské války roku 1866 se rakouská armáda skládala z 80 pluků řadové pěchoty, 32 mysliveckých praporů, 14 pluků pohraniční pěchoty, 12 kyrysnických, 2 dragounských, 14 husarských a 13 hulánských pluků, 12 dělostřeleckých pluků, 1 pluku pobřežního dělostřelectva, 2 ženijních pluků a 6 pionýrských praporů.
To vše bylo rozděleno do 10 armádních sborů a 5 samostatných jezdeckých divizí (dvou lehkých a tří záložních). Sedm armádních sborů (I., II., III., IV., VI., VIII., a X.) a všechny jezdecké divize bojovaly v rámci Severní armády polního zbrojmistra Ludwiga von Benedeka proti Prusku a 3 sbory (V., VII. a IX.) v Jižní armádě polního maršála arcivévody Albrechta proti Itálii.
V roce 1867 při rakousko-uherském vyrovnání se přetvořila na rakousko-uherskou armádu, která definitivně zanikla v roce 1918.